# 이와오 준코
이와오 준코(일본어: 岩男 潤子, 1970년 2월 18일 ~ )는 일본의 성우 및 가수이다. 오이타현 벳푸시 출신.

## 출연작

### TV 애니메이션
1994년
- 몬타나 존스(멜리사 손)
- 가라오케 전사 마이크 지로(카이)
- 태풍의 그라운드(혼죠 미나코)
- 초 버릇이 될 것 같아(모리노 치토세)

1995년
- 괴도 세인트 테일(쿄코)
- 신세기 에반게리온(호라키 히카리)
- 우주에서 온 모자코(미키)

1996년
- 시티헌터(마카제 에미)
- 심해전설 머메노이드(라이라)

1998년
- 데빌맨 레이디(후도 준)
- 카드캡터 사쿠라(다이도지 토모요)

1999년
- 베터맨(사쿠라)
- To Heart(쿠르스가와 세리카, 쿠르스가와 아야카)
- 매직 유저스 클럽(아이카와 아카네)
- 빅쿠리맨 2000(클리어 수신)

2000년
- 선녀전설 세레스(세레스)

2004년
- 마이 히메(히구라시 아카네)
- To Heart ～Remember my Memories～(쿠르스가와 세리카, 쿠르스가와 아야카)

2005년
- 마이 오토메(아카네 소와르)
- 성실하게 불성실한 쾌걸 조로리(프린세스 냥코, 나죠)

2006년
- 요시무네(아가씨)

2007년
- 러키☆스타(이와사키 미나미의 어머니)
- 로미오X줄리엣(오필리아)

2010년
- 슈퍼로봇대전 OG 디 인스펙터(레피나 엔필드)

2011년
- 마법소녀 마도카 마기카 (사오토메 카즈코)
- 워킹!! 2기 (오토오 하루나)

2018년
- 카드캡터 사쿠라 클리어 카드편 (다이도지 토모요)

### OVA
1994년
- Key the Metal Idol(미마 토키코/'키')
- 마법을 쓰고 싶어!(아이카와 아카네)

1995년
- 프린세스 미네르바(투아)
- 정령사(카나)

1996년
- 바이스톤웰 이야기 가제이의 날개(루미코)
- 베어리어블 지오(마스다 치호)

1997년
- 초광속 그랜돌(텐죠 히카루)

1999년
- 바람의 검심 추억편(유키시로 토모에)
- 태양의 배 솔비앙카(프롤)
- 멜티랜서(사쿠야 란사이와)

2004년
- 테일즈 오브 판타지아(민트 아드네이드)

2008년
- 디트로이트 메탈 시티(여경)

2009년
- 온타마(아사미 미유키)

### 극장판
1996년
- 엑스 극장판(모노우 코토리)

1997년
- 퍼펙트 블루(키리고에 미마)
- 신세기 에반게리온 극장판 DEATH & REBIRTH 사도신생(호라기 히카리)
- 신세기 에반게리온 극장판 THE END OF EVANGELION 에어/진심을, 너에게(호라기 히카리)
- 천지무용 한 여름의 이브(마유카)

1999년
- 극장판 카드캡터 사쿠라(다이도지 토모요)

2000년
- 극장판 카드캡터 사쿠라 ~봉인된 카드~(다이도지 토모요)

2007년
- 에반게리온 신극장판(호라키 히카리)

### 외화
- 닌자 거북이

### 게임
1994년
- 버츄어 파이터 2 (파이 첸)

1997년
- 랑그릿사 4(셸파닐)
- 리플레인 러브 ~당신을 만나고 싶어요~(矢茂카스미, 華色尚子)
- 용기전승 2(피나 말피유)

1998년
- 미츠메테 나이트(레즐리 로비카나)
- 유구환상곡 2nd Album(클레어 코레인)
- Sequence Palladium(엘레미아 판세스)
- 리플레인 러브2(華色尚子, 翁薫)
- 미츠메테 나이트R 대모험편(레즐리)

1999년
- 투하트(쿠르스가와 세리카, 쿠르스가와 아야카)

2002년
- 테일즈 오브 팬덤Vol.1(민트 아드네이드)

2006년
- 서몬 나이트4(코랄)
- 테일즈 오브 판타지아(민트 아드네이드)

2007년
- 테일즈 오브 팬덤 Vol.2(민트 아드네이드)

### 인터넷
2009년
- 온타마(아사미 미유키)

## 음악 활동

### 앨범
- はじめまして 하지메마시테[*](처음 뵙겠습니다) (1995년 4월 5일)
- 18番街の奇跡(18번가의 기적) (1995년 11월 1일)
- Entrance (1996년 7월 19일)
- kimochi (1997년 9월 19일)
- Favorite Song (1999년 3월 3일)
- alive (1999년 7월 7일)
- appear (1999년 11월 17일)
- CANARY (2000년 12월 6일)
- 1/f (2002년 5월 15일)
- Sora no iro... Umi no iro...(하늘의 색 바다의 색) (2005년 5월 1일)
- Love Songs (2005년 10월 9일)
- ibuki (2006년 7월 1일)
- winter songs (2006년 12월 12일)
- be natural (2007년 10월 27일)
- ANIME ON BOSSA (2008년 1월 30일)

### 라이브 앨범
- kimochi in 도쿄국제포럼 (1998년 2월 18일)
- CONCERT TOUR 1999-2000「FINAL」(2001년 5월 21일)